# Dzieciuki
Dzieciuki (biał. Дзецюкі) – białoruski folk-punkowy zespół muzyczny, założony w Grodnie w 2012 roku. Muzycy grupy śpiewają wyłącznie w języku białoruskim, a tematyką ich utworów jest historia Białorusi. Nazwa zespołu w dosłownym tłumaczeniu oznacza „dzieciaki” i stanowi bezpośrednie nawiązanie do zwrotu, którym Konstanty Kalinowski, redaktor ukazującego się w przededniu powstania styczniowego jednego z pierwszych białoruskojęzycznych czasopism „Mużyckaja Prauda”, nazywał w swoich artykułach ich czytelników – białoruskich chłopów.
Zespół znajduje się na czarnej liście muzyków i ma utrudnioną możliwość koncertowania w swoim kraju, przez co występuje on głównie w Polsce, m.in. na festiwalach Basowiszcza Rockowisko Hajnówka  i Solidarni z Białorusią, a także w Niemczech i Czechach. Grodzieńska grupa razem z polskim zespołem Hańba! tworzy też projekt Hańbuki.
W 2014 roku na ceremonii w klubie Piraty białoruski niezależny portal muzyczny tuzin.fm przyznał Dzieciukom tytuł Bohaterów Roku.

## Skład

### Obecny skład
- Aleś Dzianisau (Алесь Дзянісаў) – wokal, gitara akustyczna (od 2012)
- Andrej „Piton” Piatko (Андрэй «Пітон» Пятко) – wokal, gitara basowa
- Uładzisłau Biernat (Уладзіслаў Бернат) – wokal (od 2018)[9]
- Mikoła „Kalamba” Palakou (Мікола «Калямба» Палякоў) – akordeon
- Locha Pudzin (Лёха Пудзін) – gitara
- Sania „Syr” Syrajeżka (Саня «Сыр» Сыраежка) – perkusja
- Dzianis Żyhawiec (Дзяніс Жыгавец) – teksty piosenek[10]

### Byli członkowie
- Pasza „Trouble” Trublin (Паша «Трабл» Трублін) – wokal, dudy (2012–2018)[9]

## Dyskografia

### Albumy studyjne
| Rok  | Dane dot. albumu |
| ---- | --- |
| 2014 | Haradzienski harmidar - Oryginalna pisownia tytułu: Гарадзенскі гармідар - Data wydania: 10 lutego 2014 - Wydawca: Haradzienskaja biblijateka |
| 2016 | Recha - Oryginalna pisownia tytułu: Рэха - Data wydania: 10 marca 2016                                                                        |
| 2019 | Radyjo Harodnia - Oryginalna pisownia tytułu: Радыё Harodnia - Data wydania: 2 września 2019                                                  |

### Wydawnictwa, na których znalazły się utwory zespołu
| Rok  | Dane dot. albumu                                                                   | Utwór               |
| ---- | ---------------------------------------------------------------------------------- | ------------------- |
| 2014 | Re:Piesniary - Wydawca: TuzinFM                                                    | „A chto tam idzie?” |
| 2016 | Tribute to the Pogues - Data wydania: 17 marca 2016                                | „Nie saskoczu”      |
| 2017 | (Nie)rasstralanaja paezija - Data wydania: 27 października 2017 - Wydawca: TuzinFM | „Buntar”            |

### Single
| Rok  | Dane dot. singla | Album           |
| ---- | --- | --------------- |
| 2018 | „Kali nad łuham busieł pralacieu” - Oryginalna pisownia tytułu: „Калі над лугам бусел праляцеў” - Data wydania: 21 grudnia 2018 | Radyjo Harodnia |
| 2019 | „Czas kasinierau” - Oryginalna pisownia tytułu: „Час касінераў” - Data wydania: 27 maja 2019                                    | Radyjo Harodnia |

## Teledyski
| Rok  | Tytuł                             | Pisownia oryginalna             | Reżyser           | Data wydania      |
| ---- | --------------------------------- | ------------------------------- | ----------------- | ----------------- |
| 2014 | „Ładździa rospaczy”               | „Ладзьдзя роспачы”              | Wiera Stoma       | 23 czerwca 2014   |
| 2014 | „Lasnyja braty”                   | „Лясныя браты”                  | Anton Ciależnikau | 21 lipca 2014     |
| 2014 | „Sumnaje rehi”                    | „Сумнае рэгі”                   | Try maki          | 11 września 2014  |
| 2014 | „Chłopcy-bałachoucy”              | „Хлопцы-балахоўцы”              | Anton Ciależnikau | 27 listopada 2014 |
| 2016 | „Epiłoh”                          | „Эпілог”                        | Robert Eckstein   | 4 grudnia 2016    |
| 2019 | „Kali nad łuham busieł pralacieu” | „Калі над лугам бусел праляцеў” | Robert Eckstein   | 27 kwietnia 2019  |